# Lakatos (családnév)
A Lakatos régi magyar családnév. Eredetileg foglalkozásnév volt, jelentése: zárat, lakatot, kengyelt, sarkantyút készítő mesterember. Hasonló családnevek: Lakat, Záváros. 2020-ban a 13. leggyakoribb családnév volt Magyarországon. 50 462 személy viselte ezt a vezetéknevet.

## Híres Lakatos családok
- Lakatos család (csíkszentsimoni), Csíkszéki székely eredetű család[3]

## Híres Lakatos nevű személyek

### Képzőművészet
- Lakatos Artúr (1880–1968) festő- és iparművész
- Lakatos Márk (1977) stylist, show-rendező, divat-újságíró és jelmeztervező

### Zene
- Szakcsi Lakatos Béla (1943) zongoraművész és zeneszerző
- Lakatos György (1960) fagottművész
- Lakatos István (1895–1989) zenetörténész
- Lakatos Róbert (1965) hegedűművész
- Lakatos Sándor (1924–1994) cigányzenész, a Magyar Rádió népizenekarának alapító prímása

### Politika
- Lakatos Géza (1890–1967) vezérezredes, miniszterelnök

### Tudomány
- Lakatos Imre (1922–1974) magyar származású matematika- és tudományfilozófus
- Lakatos István (1943) vegyészmérnök, az MTA tagja